# Takamitsu Ōta
Takamitsu Ōta (jap. 太田 貴光, Ōta Takamitsu; * 19. Juli 1970 in der Präfektur Shizuoka) ist ein ehemaliger japanischer Fußballspieler.

## Karriere
Ōta erlernte das Fußballspielen in der Schulmannschaft der Shimizu Commercial High School. Seinen ersten Vertrag unterschrieb er 1989 bei Fujitsu. Der Verein spielte in der zweithöchsten Liga des Landes, der Japan Soccer League Division 2. 1990 wechselte er zum Erstligisten Toyota Motors, 1992 dann zu Shimizu S-Pulse. Der Verein spielte in der höchsten Liga des Landes, der J1 League. 1992 und 1993 erreichte er das Finale des J.League Cup. Für den Verein absolvierte er 55 Erstligaspiele. 1996 wechselte er zum Zweitligisten Consadole Sapporo. 1997 wurde er mit dem Verein Meister der Japan Football League und stieg in die J1 League auf. Für den Verein absolvierte er 43 Spiele. 1999 wechselte er zum Zweitligisten Jatco FC. Für den Verein absolvierte er 64 Spiele. Ende 2001 beendete er seine Karriere als Fußballspieler.

## Erfolge
Shimizu S-Pulse
- J.League Cup

Finalist: 1992, 1993